# Hugo Cuello
Hugo Cuello, conocido como el Gallo Cuello, (Córdoba, 1946-2009) fue un músico y cantante argentino dedicado a la música folklórica de Argentina. Fue fundador y bajo del destacado conjunto Los del Suquía, uno de los más representativos del folklore cordobés.